# Менялы (фильм)
«Менялы» — российский комедийный художественный фильм 1992 года.

## Время и место действия
Комедия рассказывает об «авантюре времен денежной реформы» 1961 года. «Всего лишь 20 лет отделяли тогда наш народ от светлой эры всего человечества», а тем временем два человека по заданию советского чиновника (и одновременно подпольного миллионера) занимались тем, что ездили по стране и меняли бумажные деньги на медные монеты: будущая реформа предусматривала деноминацию денежных знаков в 10 раз, но при этом самые мелкие монетки сохраняли свою номинальную стоимость, и из этого можно было извлечь немалую выгоду.

## В ролях
- Владимир Ильин — Роланд Петрович Бабаскин
- Андрей Пономарёв — Георгий (Жора) Гракин
- Вадим Захарченко — Прохор Игнатьевич
- Юрий Горин — «нищий»-симулянт
- Валентина Теличкина — Зоя Александровна
- Оксана Мысина — Леночка, жена Жоры, племянница Прохора
- Ренат Давлетьяров — первый преследователь
- Наиль Идрисов — второй преследователь
- Олег Дурыгин — третий преследователь
- Алла Мещерякова — Серафима Максимовна, жена симулянта
- Валентина Березуцкая — буфетчица в дорожном кафе
- Люсьена Овчинникова — администратор гостиницы

## Съёмочная группа
- Автор сценария: Алексей Тимм
- Режиссёр-постановщик: Георгий Шенгелия
- Оператор-постановщик: Яков Посельский
- Художник-постановщик: Леван Шенгелия
- Композитор: Георгий Мовсесян

## Награды
Спецприз жюри МКФ комедийных фильмов «Золотая трость Чаплина» (Швейцария-92).

## Саундтрек
- «Ландыши»
- «Сиреневый туман»